# Sijs
De sijs (Spinus spinus, synoniem: Carduelis spinus) is een kleine zangvogel van de familie van de vinkachtigen. In Nederland was de sijs vooral een wintergast, maar sinds de tweede helft van de 20ste eeuw broedt hij ook in Nederland.

## Kenmerken
In de winter wordt de sijs regelmatig aangetroffen op vetbollen en netjes met pinda’s in de tuin. Sijzen opereren dan veelal in kleine groepjes, en gedragen zich enigszins als mezen: ondersteboven aan de vetbollen hangend. Ze zijn zo groot als een pimpelmees, maar veel duidelijker geelgroen gekleurd, vooral de volwassen mannetjes, die een zwarte kruin hebben. De vlucht is opvallend: gele vleugelstreep en gevorkte zwarte staart, met geel aan de zijden.

### Veldkenmerken
De lengte van kop tot staart is ongeveer 12 centimeter.
Volwassen mannetjes zijn geelgroen met een zwarte kruin en kin, de rug is geelgroen zwartgestreept. De buik heeft in tegenstelling tot de groenling een duidelijk onderbroken gestreept uiterlijk. De streep achter het oog en de stuit zijn geel. De gevorkte staart is zwart met geel aan zijden. De vleugel heeft een gele vleugelstreep.
Het volwassen vrouwtje is veel minder geelgroen en de onderzijde is lichter en meer gestreept, de kop heeft geen zwart.
De juveniel is qua kleur gelijk aan het volwassen vrouwtje.
Ze leven meestal in troepjes, dikwijls samen met barmsijs en putter.

### Vlucht
De sijs heeft een korte golvende vlucht. Een troepje maakt een warrelende indruk.

### Geluid
Hij roept voortdurend, in vlucht ‘pie-ip’, in zit helder ‘tsie-si’ of ‘trii-u’. Alarmroep, vóór opvliegen ‘tje-klie’. Zang lang, vlug en muzikaal gekwetter.

### Voedsel
De sijs zoekt voedsel op de mezenmanier, en hangt dikwijls ondersteboven. Hij slaapt soms ook zo. Hij eet zaden van naaldbomen, elzen, berken en andere bomen, knoppen en insecten.

## Leefgebied en broedgedrag
In broedtijd naaldbossen met veel sparren, maar ook in gemengde bossen en parklandschap. In de winter vooral in elzen.
In goede voedseljaren (veel sparrenkegels) broedt de sijs in maart en april; in slechte jaren later, tot in juni. Het nest is gemaakt van fijne takjes, mos en haar, zit hoog in naaldhout en is moeilijk te vinden.
De broedduur bedraagt elf tot dertien dagen. Het vrouwtje broedt alleen en wordt door het mannetje gevoerd. Beide vogels verzorgen de jongen, die na dertien tot vijftien dagen het nest verlaten. Twee broedsels per jaar.
Het legsel bestaat gewoonlijk uit vier of vijf eieren. Lichtblauw met zeer veel fijne roodbruine stipjes en streepjes en een enkel donker vlekje. Gemiddeld 16 × 12 mm.

## Verspreidingsgebied en status
Het broedgebied bevindt zich door heel Europa en een groot stuk in West-Azië, maar ook in China en Japan. Vogels in het noorden van het broedgebied trekken 's winters naar het zuiden, tot in het uiterste noorden van Afrika en tot in Zuidoost-Azië. De sijs heeft een enorm groot verspreidingsgebied en daardoor alleen al is de kans op de status  kwetsbaar (voor uitsterven) uiterst gering. De grootte van de populatie wordt geschat op  31,9 tot 72,0 miljoen individuen, maar de trend is negatief, de aantallen lopen plaatselijk terug. Echter, het tempo ligt onder de 30% in tien jaar (minder dan 3,5% per jaar). Om deze redenen staat de sijs als niet bedreigd op de Rode Lijst van de IUCN.

### Voorkomen in Nederland
De sijs is in Nederland het hele jaar te zien. Buiten het broedseizoen (midden september tot april) is het een doortrekker en wintergast in soms zeer groot aantal. Het aantal broedvogels vertoont een grillig verloop in de tijd, het voorkomen draagt soms invasie-achtig karakter. In de jaren 1970 broedden in Nederland enkele tientallen exemplaren, rond 1990 was dit aantal 1800 - 2400 paren, maar rond 2007 wordt het aantal broedparen geschat op  500 - 1.200.

## Galerij

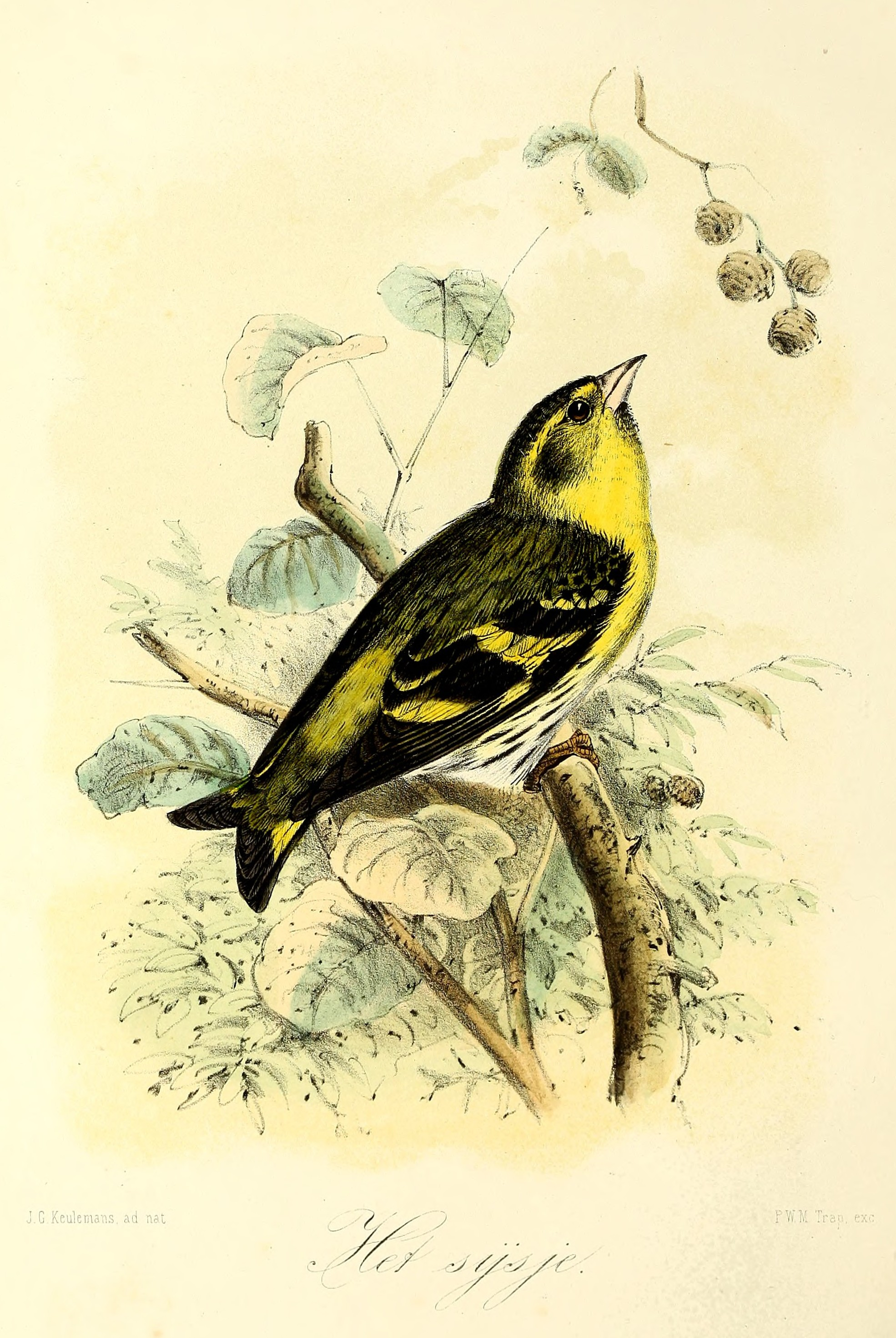
Het sijsje (1869), Keulemans
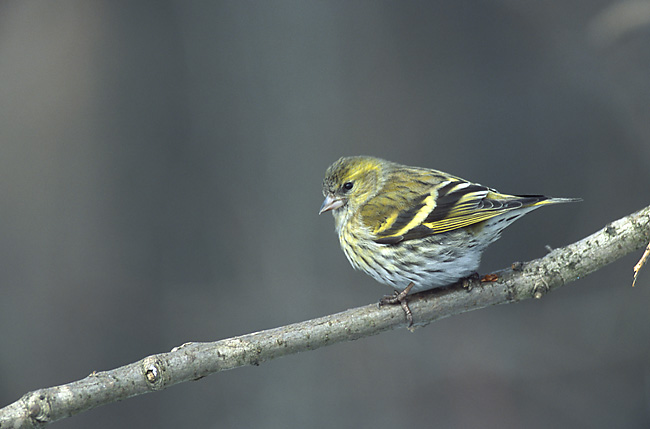
Mannetje
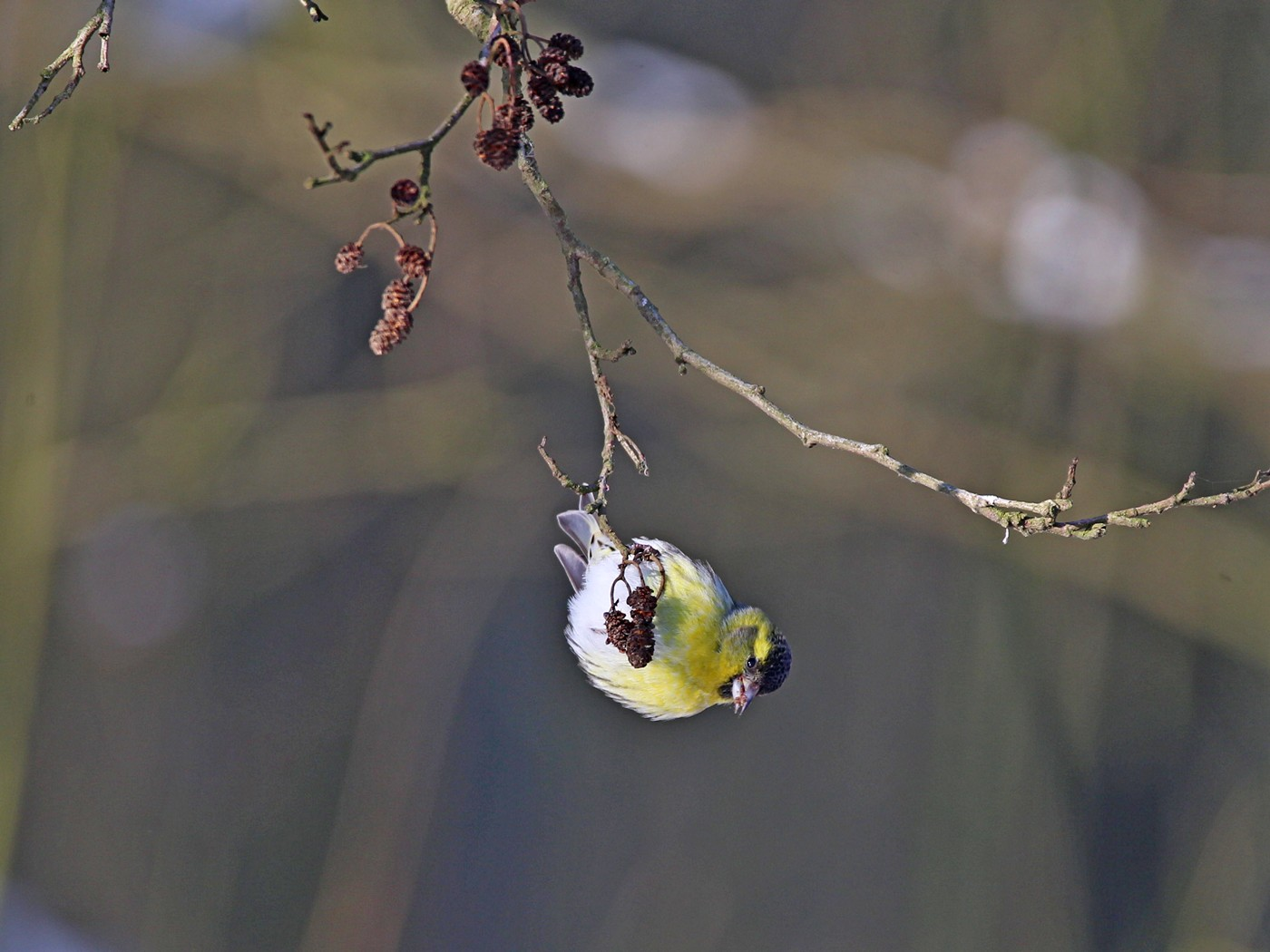
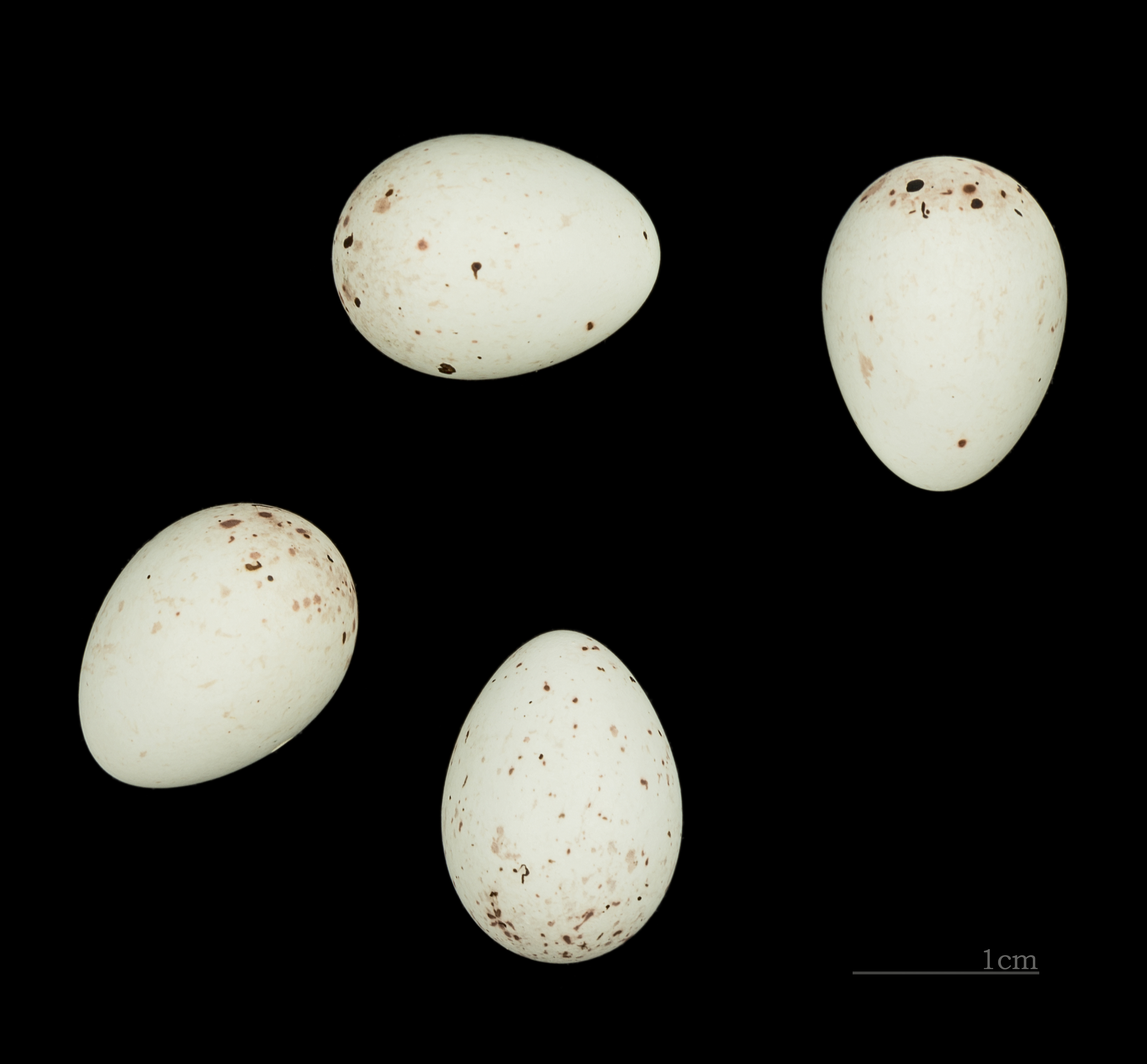
Eieren